# بارهنگ معطر
بارهنگ معطر (نام علمی: Plantago media) نام یک گونه از سرده بارهنگ است.